# Герана
Гера́на (також Ейноя, дав.-гр. Γεράνα) — персонаж давньогрецької міфології, цариця пігмеїв, дружина Никодима, мати Мопса.
Вона була смертною жінкою, але яку пігмеї шанували як богиню. Вона образила своєю зарозумілістю Геру і Артеміду, за що ті перетворили її в журавля. За іншою версією, вона була настільки красивою, що це викликало заздрість у богинь. Вигнана з племені, Герана раз за разом прилітала до свого сина Мопса, але пігмеї проганяли її камінням. Це призвело до того, що її нащадки — журавлі стали мігрувати кожної зими на берега річки Океан, де вели вічну війну з пігмеями.
Міф про неї виткала Афіна у боротьбі з Арахною.